# ناحیه فیروزپور
ناحیه فیروزپور (به بنگالی: পিরোজপুর) یک ناحیه در بنگلادش است که در استان باریسال واقع شده‌است.

## خصوصیات
ناحیه فیروزپور ۱٬۳۹۹٫۳۹ کیلومترمربع مساحت و ۱٬۱۱۳٬۲۵۷ نفر جمعیت دارد.